# Indianola (Nebraska)
Indianola é uma cidade localizada no estado americano de Nebraska, no Condado de Red Willow.

## Demografia
Segundo o censo americano de 2000, a sua população era de 642 habitantes.
Em 2006, foi estimada uma população de 600, um decréscimo de 42 (-6.5%).

## Geografia
De acordo com o United States Census Bureau, a localidade tem uma área de 3,2 km², sem área coberta por água. Indianola localiza-se a aproximadamente 735 m acima do nível do mar.

## Localidades na vizinhança
O diagrama seguinte representa as localidades num raio de 24 km ao redor de Indianola.